# Джон О'Хеър
Джон О'Хеър (на английски: John O'Hare) е шотландски футболист, роден на 24 септември 1946 г. в Рентън. Играе за Съндърланд, след което през 1967 г. преминава в Дарби Каунти за 20.000 паунда. Първоначлно е критикуван заради бавното си придвижване по терена, но треньорът Брайън Клъф не сваля доверието си от него и през втория си сезон в отбора се налага като една от основните фигури в нападението, оформяйки страховита нападателна двойка с Кевин Хектор. Когато поема Лийдс Юнайтед през 1974 г., Клъф го взима със себе си, но напуска отбора след едва 44 дни начело. О'Хеър не успява да се наложи и през февруари 1975 г. преминава в Нотингам Форест, където отново с Брайън Клъф постига успехи както в Англия, така и в Европа.

## Успехи
Дарби Каунти
- Първа английска дивизия:
  - Шампион: 1972
- Втора английска дивизия:
  - Шампион: 1969
- Купа на европейските шампиони:
  - Полуфиналист: 1973
- Тексако Къп:
  - Носител: 1972
- Уотни Къп:
  - Носител: 1970
- Играч №1 на сезона:
  - 1969/1970

 Лийдс
- Чарити Шийлд:
  - Финалист: 1974

 Нотингам Форест
- Първа английска дивизия:
  - Шампион: 1978
  - Вицешампион: 1979
- Купа на лигата:
  - Носител: 1978, 1979
  - Финалист: 1980
- Фул Мембърс Къп:
  - Носител: 1989
- Чарити Шийлд:
  - Носител: 1978
- Купа на европейските шампиони:
  - Носител: 1979, 1980
- Суперкупа на УЕФА:
  - Носител: 1979
  - Финалист: 1980
- Междуконтинентална купа:
  - Финалист: 1980